# Thomas Pütz
Thomas Pütz (* 22. Februar 1966) ist ein deutscher Boxsportfunktionär und Unternehmer.

## Leben
Pütz schloss 1985 seine Schulbildung mit dem Wirtschaftsabitur ab. Er arbeitete in Kaltenkirchen als Türsteher und gründete dort 1987 ein Unternehmen für Sicherheitsdienste und Personenschutz, mit dem er unter anderem in Diskotheken, auf Festen, Sportveranstaltungen und zum Schutz von Einzelpersonen, Gebäuden und Anlagen tätig wurde. Ab Ende der 1990er Jahre stellte sein Unternehmen regelmäßig den Sicherheitsdienst bei Profiboxabenden und arbeitete jahrelang mit dem Hamburger Boxstall Universum zusammen. Des Weiteren war Pütz mit seinen Mitarbeitern unter anderem auch für die Sicherheit bei den Alpinen Skiweltmeisterschaften 2001 zuständig. Später eröffnete sein Unternehmen, das in eine Aktiengesellschaft umgewandelt wurde und das Pütz weiterhin als Vorstandsvorsitzender leitete, Zweigstellen in Berlin, Hamburg, Kiel und Frankfurt am Main.
Dank der Unterstützung des Universum-Boxstalls wurde Pütz, der bis zum 21. Lebensjahr Amateurboxer war, im April 2010 als Nachfolger von Bodo Eckmann ins Amt des Präsidenten des Bundes Deutscher Berufsboxer (BDB) gewählt. Laut Pütz habe der damalige Chef des Universum-Boxstalls, Klaus-Peter Kohl, ihn gefragt, ob er sich nicht als Kandidat aufstellen wolle. Er sei blauäugig gewesen, als er zusagte, so Pütz. Die Abstimmung zum BDB-Präsidenten musste wegen eines Formfehlers zunächst wiederholt werden. Gegen die Wahl wurde Einspruch erhoben, Pütz wurde ein Interessenkonflikt zwischen dem Ehrenamt als BDB-Präsident und seiner Tätigkeit als Sicherheitsdienstleister bei Boxveranstaltungen vorgeworfen. Ein Gericht hob die Wahl auf. Im Mai 2011 wurde Pütz bei einer abermaligen Abstimmung zum BDB-Präsidenten gewählt. Pütz stellte den finanziell angeschlagenen Verband kaufmännisch auf, führte „rigide Sparmaßnahmen“ durch und rettete ihn damit eigener Aussage nach vor dem Aus.
2015 wurde Pütz vom Boxverband WBC für seine Arbeit geehrt. 2017 wurde er mit dem Unternehmerpreis des Kaltenkirchener Rings für Handel, Handwerk und Industrie ausgezeichnet. Im November 2018 forderte Pütz eine Verfolgung des Dopings „von staatlicher Stelle“. Der Bund Deutscher Berufsboxer stoße „bei der Verfolgung an finanzielle Grenzen“, betonte er. Im Anschluss an einen Kampf im Oktober 2021 zwischen Dominic Bösel und Robin Krasniqi, bei dem Pütz für den Weltverband IBO die Oberaufsicht führte, äußerte das Lager des nach Punkten unterlegenen Krasniqi in Bezug auf Pütz den „Verdacht der Befangenheit und einer beabsichtigten Einflussnahme auf das Kampfergebnis“. Pütz wies die Vorwürfe zurück.
Seine Tochter Karoline Pütz ist Ringrichterin bei Profiboxkämpfen und war es auch beim dritten Kampf Raab-Halmich.